# Junzi imperialis
Junzi imperialis és una espècie extinta de primat de la família dels gibons (Hylobatidae) que visqué a l'Àsia oriental com a mínim fins fa 2.300 anys. L'holotip en fou trobat a la Xina, dins la tomba de Xia Ji, mare del rei Zhuangxiang de Qin. Se suposa que era un animal de companyia de la dama enterrada, que també posseïa grues, lleopards, linxos i un os del Tibet. El nom genèric Junzi es refereix al fet que, en l'antiga Xina, els gibons eren animals de companyia dels junzi, homes exemplars i erudits, mentre que el nom específic imperialis significa ‘imperial’, en referència al context del seu descobriment.